# Ronya, la fille du brigand
Pour plus de détails, voir Fiche technique et Distribution.
Ronya, la fille du brigand (Ronja Rövardotter) est un film suédois réalisé par Tage Danielsson, sorti en Suède en 1984. 
C'est un long métrage adapté du roman Ronya, fille de brigand d'Astrid Lindgren, paru en 1981.

## Fiche technique
- Titre français : Ronya, la fille du brigand
- Titre original : Ronja Rövardotter
- Réalisation : Tage Danielsson
- Scénario : Astrid Lindgren, d'après son roman Ronya, fille de brigand
- Photographie : Rune Ericson, Mischa Gavrjusjov et Ole Fredrik Haug
- Montage : Jan Persson
- Musique : Björn Isfält
- Pays d'origine :  Suède
- Langue : suédois
- Format : couleur
- Son : Dolby
- Genre : Film dramatique, Film d'aventure, Fantasy
- Durée : 126 minutes (2 h 6)
- Dates de sortie :
- Suède : 14 décembre 1984
- Danemark : 14 décembre 1984
- Allemagne de l'Ouest : 5 février 1985 (Berlinale) / 20 mars 1986 (sortie nationale)
- Finlande : 1er mars 1985
- Pays-Bas : 19 décembre 1985
- Allemagne de l'Est : 20 mars 1986
- États-Unis : 23 mai 1986

## Distribution
- Hanna Zetterberg : Ronja
- Dan Håfström : Birk
- Börje Ahlstedt : Mattis
- Lena Nyman : Lovis
- Allan Edwall : Skalle-Per
- Per Oscarsson : Borka
- Tommy Körberg : Lill-Klippen
- Med Reventberg : Undis
- Björn Wallde : Sturkas
- Rune Andersson : Turre
- Claes Janson : Tjorm
- Henry Ottenby : Knotas
- Ricky Bruch : Labbas